# Fuerza Pública de Costa Rica
Fuerza Pública de Costa Rica es un cuerpo policial, permanente, de naturaleza civil, que por mandato constitucional, debe velar por la seguridad y el ejercicio de los derechos y libertades de todo ser humano ubicado dentro del territorio costarricense, en alianza con la comunidad.
Durante 1996, el Ministerio de Seguridad Pública estableció la creación de la Fuerza Pública de Costa Rica, una Dependencia del Ministerio que reorganizó algunos cuerpos policiales, eliminando la Guardia Civil, Guardia de Asistencia Rural, Policía de Proximidad y los soldados fronterizos, mismos que en lugar de ser entidades separadas, ahora están unificados cómo Ministerio de Seguridad Pública (policía administrativa) y operan sobre una base geográfica, subdividida en comandos, con el objetivo de velar por la seguridad en Tierra, Mar y Aire. Asegurando y Vigilando la adecuada aplicación de las leyes, cumple varias funciones entre ellas el combate al narcotráfico, prevención de los delitos y crimen organizado al igual que las funciones de la patrulla fronterizo así como auxiliar de las instancias judiciales.
Fuera y dentro de la Fuerza Pública, hay varias Unidades de Fuerzas Especiales con entrenamiento de otras naciones como: Colombia, España, Estados Unidos, Panamá, etc., como la Unidad Especial de Apoyo (U.E.A), los Grupos de Apoyo Operacional (G.A.O) la Unidad de Intervención Policial (U.I.P), la unidad táctica motorizada (Lince, algunos pertenecen al GAO y UIP), también existen diversas unidades especializadas que pertenecen a la Dirección de Unidades Especiales (DUE): Unidad canina, Unidad Especial de Intervención (U.E.I.), U.A.E (Unidad de Armas y Explosivos) y demás.
La Fuerza Pública además cuenta con una Dirección de Programas Preventivos y  una Dirección de Apoyo Legal.
La Fuerza Pública cuenta con direcciones regionales en todas las provincias, estas son las encargadas de brindar apoyo (las cuales cuentan con Grupo de Apoyo Operacional y Programas Preventivos), gestionar y supervisar las delegaciones cantonales de la provincia (mediante el jefe de cada una de estas).

## Historia
En 1949, la abolición de las fuerzas armadas se introdujo en el artículo 12 de la Constitución de Costa Rica.
El Cuartel Bellavista, dedicado anteriormente a los militares, ahora se dedica a la seguridad, la educación y la cultura, el país mantuvo su Guardia Civil, actualmente la Policía o Fuerza Pública. El Museo Nacional de Costa Rica se colocó en el Cuartel Bellavista como un símbolo de compromiso con la cultura.
En 1986, el presidente, Óscar Arias Sánchez declaró el 1 de diciembre como el Día de la Abolición del Ejército (día de abolición militar) de la Ley # 8115.
A diferencia de sus vecinos, Costa Rica no ha sufrido una guerra civil desde 1948.
Costa Rica mantiene pequeñas fuerzas capaces de hacer cumplir la ley y el mantenimiento de la paz exterior, pero no tiene ejército permanente.

## Objetivos
Ellos son los responsables de la defensa y seguridad de la nación, además de sus funciones policiales entre otras funciones por parte del Ministerio de Seguridad Pública.
Según el Ministerio de Seguridad de Costa Rica dentro las muchas responsabilidades de la Fuerza Pública está la de ejecutar las políticas y acciones de seguridad ciudadana nacional para el ejercicio y respeto a la Constitución Política, a la soberanía nacional, a la integridad territorial y el mantenimiento del orden público.

## Direcciones Policiales
La Fuerza Pública de Costa Rica cuenta con 18 direcciones, cada una comandada por un oficial superior.

### Direcciones con Competencia Nacional
- Dirección General de la Fuerza Pública
- Dirección de Operaciones

- Dirección Apoyo Legal

- Dirección de Unidades Especializadas

- Dirección de Programas Preventivos Policiales Fuerza Pública

- Dirección de Seguridad Turística

### Direcciones con Competencia Regional
- Dirección Regional Primera San José

- Dirección Regional Segunda Alajuela

- Dirección Regional Tercera Cartago

- Dirección Regional Cuarta Heredia

- Dirección Regional Quinta Guanacaste

- Dirección Regional Sexta Puntarenas

- Dirección Regional Séptima Pérez Zeledón

- Dirección Regional Octava San Carlos

- Dirección Regional Novena Limón

- Dirección Regional Décima Brunca Sur

- Dirección Regional Undécima Chorotega Norte

- Dirección Regional Duodécima Caribe

## Grados

#### Oficiales de Escala Superior
- Comisario de Policía
- Comisionado de Policía
- Comandante de Policía

#### Oficiales de Escala Ejecutiva
- Capitán de Policía
- Intendente
- Sub Intendente

#### Oficiales de Escala Básica
- Sargento de Policía
- Inspector
- Agente 2
- Agente 1

## Armamento

### Cascos
| Nombre      | Imagen | Origen         | Tipo             |
| Cascos      | Cascos | Cascos         | Cascos           |
| ----------- | ------ | -------------- | ---------------- |
| Casco PASGT |        | Estados Unidos | Casco de combate |

### Revólveres
| Nombre                   | Imagen | Origen         | Tipo     | Munición                        | Fabricante     |
| ------------------------ | ------ | -------------- | -------- | ------------------------------- | -------------- |
| Smith & Wesson Modelo 10 |        | Estados Unidos | Revólver | .38 Long Colt.38 Special.38 S&W | Smith & Wesson |

### Pistolas semiautomáticas
| Nombre                    | Imagen | Origen         | Tipo                   | Munición                                       | Fabricante                   |
| ------------------------- | ------ | -------------- | ---------------------- | ---------------------------------------------- | ---------------------------- |
| M1911                     |        | Estados Unidos | Pistola semiautomática | .45 ACP                                        | Colt's Manufacturing Company |
| Beretta M9                |        | Italia         | Pistola semiautomática | 9 × 19 mm Parabellum                           | Beretta                      |
| Beretta 92                |        | Italia         | Pistola semiautomática | 9 × 19 mm Parabellum                           | Beretta                      |
| Taurus FS 92              |        | Brasil         | Pistola semiautomática | 9 × 19 mm Parabellum                           | Taurus Armas                 |
| Glock 17                  |        | Austria        | Pistola semiautomática | 9 × 19 mm Parabellum                           | Glock Ges.m.b.H.             |
| SIG Sauer P226            |        | Suiza          | Pistola semiautomática | 9 x 19 Parabellum.40 S&W.357 SIG.22 Long Rifle | SIG Sauer                    |
| Smith & Wesson Model 5906 |        | Estados Unidos | Pistola semiautomática | 9 x 19 Parabellum                              | Smith & Wesson               |
| IMI/IWI Jericho 941       |        | Israel         | Pistola semiautomática | 9×19mm Parabellum.40 S&W.45 ACP                | Israel Weapon Industries     |

### Escopetas
| Nombre     | Imagen | Origen | Tipo                    | Munición   | Fabricante   |
| ---------- | ------ | ------ | ----------------------- | ---------- | ------------ |
| Benelli M4 |        | Italia | Escopeta semiautomática | Calibre 12 | Benelli Armi |

### Subfusiles
| Nombre             | Imagen | Origen         | Tipo     | Munición                    | Fabricante                   |
| ------------------ | ------ | -------------- | -------- | --------------------------- | ---------------------------- |
| Subfusil Thompson  |        | Estados Unidos | Subfusil | .45 ACP9 × 19 mm Parabellum | Colt's Manufacturing Company |
| Beretta Modelo 38  |        | Italia         | Subfusil | 9×19mm Parabellum           | Beretta                      |
| Subfusil M3        |        | Estados Unidos | Subfusil | .45 ACP9 × 19 mm Parabellum | General Motors               |
| Uzi                |        | Israel         | Subfusil | 9×19mm Parabellum           | Israel Weapon Industries     |
| Beretta M12        |        | Italia         | Subfusil | 9×19mm Parabellum           | Beretta                      |
| Heckler & Koch MP5 |        | Alemania       | Subfusil | 9×19mm Parabellum           | Heckler & Koch               |

### Fusiles de asalto y carabinas
| Nombre           | Imagen | Origen          | Tipo                    | Munición                        | Fabricante                                       |
| ---------------- | ------ | --------------- | ----------------------- | ------------------------------- | ------------------------------------------------ |
| M16              |        | Estados Unidos  | Fusil de asalto         | 5,56 × 45 mm OTAN               | Colt's Manufacturing Company                     |
| M4               |        | Estados Unidos  | Fusil de asaltoCarabina | 5,56 × 45 mm OTAN               | Colt's Manufacturing Company                     |
| SIG SG 550       |        | Suiza           | Fusil de asalto         | 5,56 × 45 mm OTAN               | Schweizerische Industrie Gesellschaft            |
| IMI Galil        |        | Israel          | Fusil de asalto         | 5.56 × 45 mm OTAN7.62×51mm OTAN | IMI Systems                                      |
| IWI Tavor TAR-21 |        | Israel          | Fusil de asaltoBullpup  | 5,56 × 45 mm OTAN               | Israel Weapon Industries                         |
| Steyr AUG        |        | Austria         | Fusil de asaltoBullpup  | 5,56 × 45 mm OTAN               | Steyr Arms                                       |
| T65              |        | Taiwán          | Fusil de asalto         | 5,56 × 45 mm OTAN               | Comando Logístico Conjunto                       |
| AKM              |        | Unión Soviética | Fusil de asalto         | 7,62 × 39 mm                    | Fábrica de construcción de maquinaria de Izhevsk |

### Fusiles de combate
| Nombre    | Imagen | Origen         | Tipo             | Munición          | Fabricante         |
| --------- | ------ | -------------- | ---------------- | ----------------- | ------------------ |
| FN FAL    |        | Bélgica        | Fusil de combate | 7,62 × 51 mm OTAN | FN Herstal         |
| Fusil M14 |        | Estados Unidos | Fusil de combate | 7,62 × 51 mm OTAN | Springfield Armory |

### Fusiles automáticos
| Nombre                    | Imagen | Origen         | Tipo             | Munición          | Fabricante            |
| ------------------------- | ------ | -------------- | ---------------- | ----------------- | --------------------- |
| Fusil automático Browning |        | Estados Unidos | Fusil automático | 7,62 × 51 mm OTAN | Browning Arms Company |

### Ametralladoras
| Nombre                       | Imagen | Origen         | Tipo                               | Munición          | Fabricante               |
| ---------------------------- | ------ | -------------- | ---------------------------------- | ----------------- | ------------------------ |
| IMI Negev                    |        | Israel         | Ametralladora ligera               | 5,56 × 45 mm OTAN | Israel Weapon Industries |
| Ametralladora M60            |        | Estados Unidos | Ametralladora de propósito general | 7,62 × 51 mm OTAN | General Dynamics         |
| Ametralladora Browning M1919 |        | Estados Unidos | Ametralladora media                | 7,62 × 51 mm OTAN | Browning Arms Company    |
| Browning M2                  |        | Estados Unidos | Ametralladora pesada               | 12,7 × 99 mm OTAN | General Dynamics         |

### Fusiles de francotirador
| Nombre            | Imagen | Origen         | Tipo                   | Mecanismo            | Munición           | Fabricante              |
| ----------------- | ------ | -------------- | ---------------------- | -------------------- | ------------------ | ----------------------- |
| Springfield M1903 |        | Estados Unidos | Fusil de francotirador | Fusil de cerrojo     | .30-06 Springfield | Springfield Armory      |
| M24 SWS           |        | Estados Unidos | Fusil de francotirador | Fusil de cerrojo     | 7,62 x 51mm OTAN   | Remington Arms          |
| Remington 700     |        | Estados Unidos | Fusil de francotirador | Fusil de cerrojo     | .308 Winchester    | Remington Arms          |
| SVD               |        | Rusia          | Fusil de francotirador | Fusil semiautomático | 7,62 × 54 mm R     | Corporación Kalashnikov |

### Lanzagranadas
| Nombre   | Imagen | Origen         | Tipo                   | Munición         | Fabricante                   |
| -------- | ------ | -------------- | ---------------------- | ---------------- | ---------------------------- |
| Colt M79 |        | Estados Unidos | Lanzagranadas          | Granada de 40 mm | Colt's Manufacturing Company |
| M203     |        | Estados Unidos | Lanzagranadas acoplado | Granada de 40 mm | Colt's Manufacturing Company |

## Vehículos terrestres

### Automóviles
2147 vehículos  activos
| Nombre                    | Imagen | Origen | Tipo                           | Segmento   | Fabricante                    |
| ------------------------- | ------ | ------ | ------------------------------ | ---------- | ----------------------------- |
| Toyota Prius              |        | Japón  | Vehículo híbrido               | Segmento C | Toyota                        |
| Toyota Corolla            |        | Japón  | Automóvil de turismo           | Segmento C | Toyota                        |
| FAW Bestune B70           |        | China  | Automóvil de tamaño medioSedán | Segmento D | First Automobile WorksBestune |
| Toyota RAV4               |        | Japón  | Vehículo utilitario deportivo  | Segmento C | Toyota                        |
| Toyota Land Cruiser Prado |        | Japón  | Vehículo utilitario deportivo  | Segmento E | Toyota                        |
| Daihatsu Terios           |        | Japón  | Vehículo todoterreno           | Segmento B | Daihatsu                      |

### Camionetas
| Nombre                | Imagen | Origen         | Tipo            | Fabricante         |
| --------------------- | ------ | -------------- | --------------- | ------------------ |
| Ford F-350 Super Duty |        | Estados Unidos | Camioneta       | Ford Motor Company |
| Toyota Hilux          |        | Japón          | CamionetaPickup | Toyota             |
| Nissan Navara         |        | Japón          | Camioneta       | Nissan             |
| Mazda BT-50           |        | Japón          | Camioneta       | Mazda              |
| Mitsubishi L200       |        | Japón          | Camioneta       | Mitsubishi Motors  |

### Furgonetas
| Nombre       | Imagen | Origen | Tipo      | Fabricante |
| ------------ | ------ | ------ | --------- | ---------- |
| Toyota Hiace |        | Japón  | Furgoneta | Toyota     |

### Motocicletas
| Nombre               | Imagen | Origen | Tipo        | Fabricante           |
| -------------------- | ------ | ------ | ----------- | -------------------- |
| Yamaha XT660Z Teneré |        | Japón  | Motocicleta | Yamaha Motor Company |
| Yamaha XT250         |        | Japón  | Motocicleta | Yamaha Motor Company |
| Yamaha WR250R        |        | Japón  | Motocicleta | Yamaha Motor Company |

### Quads
| Nombre             | Imagen | Origen | Tipo | Fabricante           |
| ------------------ | ------ | ------ | ---- | -------------------- |
| Yamaha Grizzly 700 |        | Japón  | Quad | Yamaha Motor Company |

## Aeronaves
El equipamiento aéreo de la Fuerza Pública, pertenece a la división del Servicio de Vigilancia Aérea de Costa Rica (SVA). El mismo opera desde el cambio de Fuerza Aérea a un servicio policial aéreo. En el pasado llegaron a operar diferentes aeronaves donadas a la unidad o decomisadas al narcotráfico. 

### Aviones
| Avión                             | Fotografía | Origen         | Tipo                              | Fabricante                                | En Servicio | Versión        | Notas                            |
| --------------------------------- | ---------- | -------------- | --------------------------------- | ----------------------------------------- | ----------- | -------------- | -------------------------------- |
| Aero Commander 500                |            | Estados Unidos | Avión utilitarioAvión de negocios | Aero Commander                            | 1           |                |                                  |
| de Havilland Canada DHC-4 Caribou |            | Canadá         | Avión de transporte tácticoSTOL   | de Havilland Canada                       | 1           |                |                                  |
| de Havilland Canada Dash 7        |            | Canadá         | Avión comercial                   | de Havilland Canada                       |             |                |                                  |
| Cessna 180                        |            | Estados Unidos | Aviación generalAvión ligero      | Cessna                                    |             |                |                                  |
| Cessna 182                        |            | Estados Unidos | Avión ligeroAvión utilitario      | Cessna                                    | 1           | 182RG          | MSP018                           |
| Cessna 206                        |            | Estados Unidos | Avión utilitario                  | Cessna                                    | 4           | 206G           | MSP021/MSP004/MSP005/MSP006      |
| Cessna 210                        |            | Estados Unidos | Avión utilitario                  | Cessna                                    |             |                |                                  |
| Beechcraft King Air               |            | Estados Unidos | Avión utilitario                  | Beechcraft                                | 1           | F90            | MSP020                           |
| Beechcraft Modelo 18              |            | Estados Unidos | Avión utilitario                  | Beechcraft                                |             |                |                                  |
| Piper PA-23 Aztec                 |            | Estados Unidos | Avión utilitario                  | Piper Aircraft                            | 1           | PA-23-25'      | MSP015                           |
| Piper PA-31 Navajo                |            | Estados Unidos | Avión utilitarioAviación general  | Piper Aircraft                            | 2           |                | Chieftain MSP003/ Panther MSP019 |
| Piper PA-34 Seneca                |            | Estados Unidos | Avión utilitario                  | Piper Aircraft                            | 2           | PA-34-200T     | MSP016/MSP017                    |
| Harbin Y-12                       |            | China          | Avión utilitarioSTOL              | Harbin Aircraft Manufacturing Corporation | 2           | Harbin Y-12 II | MSP009/MSP010                    |

### Helicópteros
| Avión                  | Fotografía | Origen         | Tipo                                      | Fabricante      | En Servicio | Versión | Notas                           |
| ---------------------- | ---------- | -------------- | ----------------------------------------- | --------------- | ----------- | ------- | ------------------------------- |
| Bell UH-1 Iroquois     |            | Estados Unidos | Helicóptero utilitarioHelicóptero militar | Bell Helicopter | 4           | UH-1ST  | MSP023, MSP024, MSP025 y MSP026 |
| MD Helicopters MD 500  |            | Estados Unidos | Helicóptero utilitario                    | MD Helicopters  | 1           | MD 500E | MSP022                          |
| MD Helicopters MD 600N |            | Estados Unidos | Helicóptero utilitario                    | MD Helicopters  | 2           | MD 600  | MSP007/MSP008                   |

## La Fuerza Pública: aportes al arte y la cultura
La rondalla es un conjunto musical conformado por instrumentos de cuerda que se tocan generalmente con el plectro y se conocen como instrumentos de cuerda pulsada. Tiene su origen en la España medieval, especialmente en los territorios de la antigua Corona de Aragón: Cataluña, Aragón y Reino de Valencia, y en el Reino de Murcia, perteneciente a la Corona de Castilla. La tradición pasó a la América española y a otros lugares como Filipinas.
El ministro de Seguridad Pública, señor Mario Zamora Cordero, los viceministros y el director general de la Fuerza Pública otorgaron a los 12 integrantes una estatuilla en reconocimiento de su gran labor, en el año 2013 con un acto realizado en  el Teatro de la Danza oficiales de la Fuerza Pública rindió homenaje a sus compañeros músicos de la Rondalla de la Fuerza Pública en su  35.o aniversario.
El director por más de 22 años  de los artistas nacionales, Edén Quirós se mostró muy agradecido por el sentido acto.
Los músicos hicieron gala de su talento interpretando canciones nacionales y reconocidas notas extranjeras como "Gracias a la vida". Uno de los temas más reconocidos por sus compañeros fue " Un buen policía". Estos se presentan en actividades oficiales, cívicas policiales, ferias y actividades de interés cultural.